# Ърнест Марсдън
Ърнест Марсдън (на английски: Ernest Marsden) е английско-новозеландски физик.

## Биография
Той е роден на 19 февруари 1889 година в Рищън, близо до Манчестър. Завършва Манчестърския университет, където негов преподавател е Ърнест Ръдърфорд. Под негово ръководство той участва в известния експеримент на Гайгер-Марсдън, с който е доказано съществуването на атомно ядро. През 20-те години се установява в Нова Зеландия, където преподава в Уелингтънския университет „Виктория“, основава Отдела за научни и промишлени изследвания и оглавява Кралското дружество на Нова Зеландия.
Ърнест Марсдън умира на 15 декември 1970 година в Лоуър Хът.